# Los Tigres del Norte at Folsom Prison
Los Tigres del Norte at Folsom Prison (Español: Los Tigres del Norte en la prisión de folsom) es un documental de 2019 dirigido por Tom Donahue y protagonizado por Los Tigres del Norte. La premisa gira en torno a Los Tigres del Norte actuando en la Prisión Estatal de Folsom en California, EE. UU., cincuenta años después de que Johnny Cash ofreciera allí su histórico concierto. La película se estrenó el 15 de septiembre de 2019 en Netflix.